# Diversidad sexual en los Emiratos Árabes Unidos
La diversidad sexual en los Emiratos Árabes Unidos comprende los emiratos de Dubái, Abu Dabi, Ras al-Jaima, Umm Al Quwain, Ajmán, Fujairah y Sharjah. En dicho país, las relaciones sexuales fuera de un matrimonio heterosexual y tradicional son un crimen. Los castigos van desde un tiempo en prisión, multas, deportación y la pena capital. Algunos hasta tendrán que encarar tratamientos hormonales contra su voluntad, que pueden incluir la castración química. El adulterio y la fornicación también se consideran crímenes y una persona convicta de homosexualidad también deberá enfrentar cargos por adulterio si posee un esposo o esposa y a la vez mantiene relaciones con otro de su mismo sexo. Las leyes, algunas impuestas por los británicos durante el período colonial, todavía tienen vigencia. Sin embargo, en algunos casos, la policía ha hecho la vista gorda en casos como estos, siempre y cuando se mantenga la discreción.

## Código Penal Federal
En Emiratos Árabes Unidos el artículo 354 del Código Penal Federal entiende: "Quien cometa violación contra una mujer o sodomía no consensuada con un hombre deberá ser castigado con la muerte". Mientras que las traducciones al inglés desde el texto en árabe se discuten, se dice generalmente que es una ley contra la violación.
Sin embargo, el Código Penal Federal no reemplaza las leyes de cada emirato (estado), a menos que este proceso este en contra de la ley federal, y así la ley Sharia toma su lugar. Asimismo, una persona podría ser acusada bajo el código penal federal, o bajo el código penal nacional.

## Abu Dabi
El artículo 80 del Código Penal de Abu Dabi castiga la sodomía con penas de cárcel superiores a 14 años.

## Dubái
El artículo 177 del Código Penal de Dubái impone penas de más de 10 años de cárcel en caso de sodomía consensuada. En 2005 la policía llevó a cabo una redada en una fiesta privada, y arrestó a más de una decena de hombres por el delito de homosexualidad y trasvestismo. Inicialmente, un trabajador del Ministerio del Interior le dijo a la prensa que la gente convicta por sodomía debería ser puestas bajo tratamientos hormonales para llegar a una posible "cura", aunque el gobierno de Dubái negó rápidamente el comunicado., y agregó que esos tratamientos podrían ser tomados como una opción para la corte de reducir las sentencias de prisión para los hombres encarcelados.
Once de los hombres arrestados fueron sentenciados a un término de cinco años de prisión, mientras que otros quince hombres aún aguardaban sus sentencias. La corte no hizo ninguna mención acerca de los posibles tratamientos, aunque algunos noticieros dijeron que algunos de esos hombres estaban bajo estudios psiquiátricos. La fiesta privada fue descrita como un "casamiento gay". Además, uno de los oficiales de policía que participaron en la redada fue puesto bajo investigación debido a que había difundido las imágenes que él había tomado en la redada con su teléfono móvil.